# Xylocopa friesiana
Xylocopa friesiana là một loài Hymenoptera trong họ Apidae. Loài này được Maa mô tả khoa học năm 1939.